# ゆめタウン博多

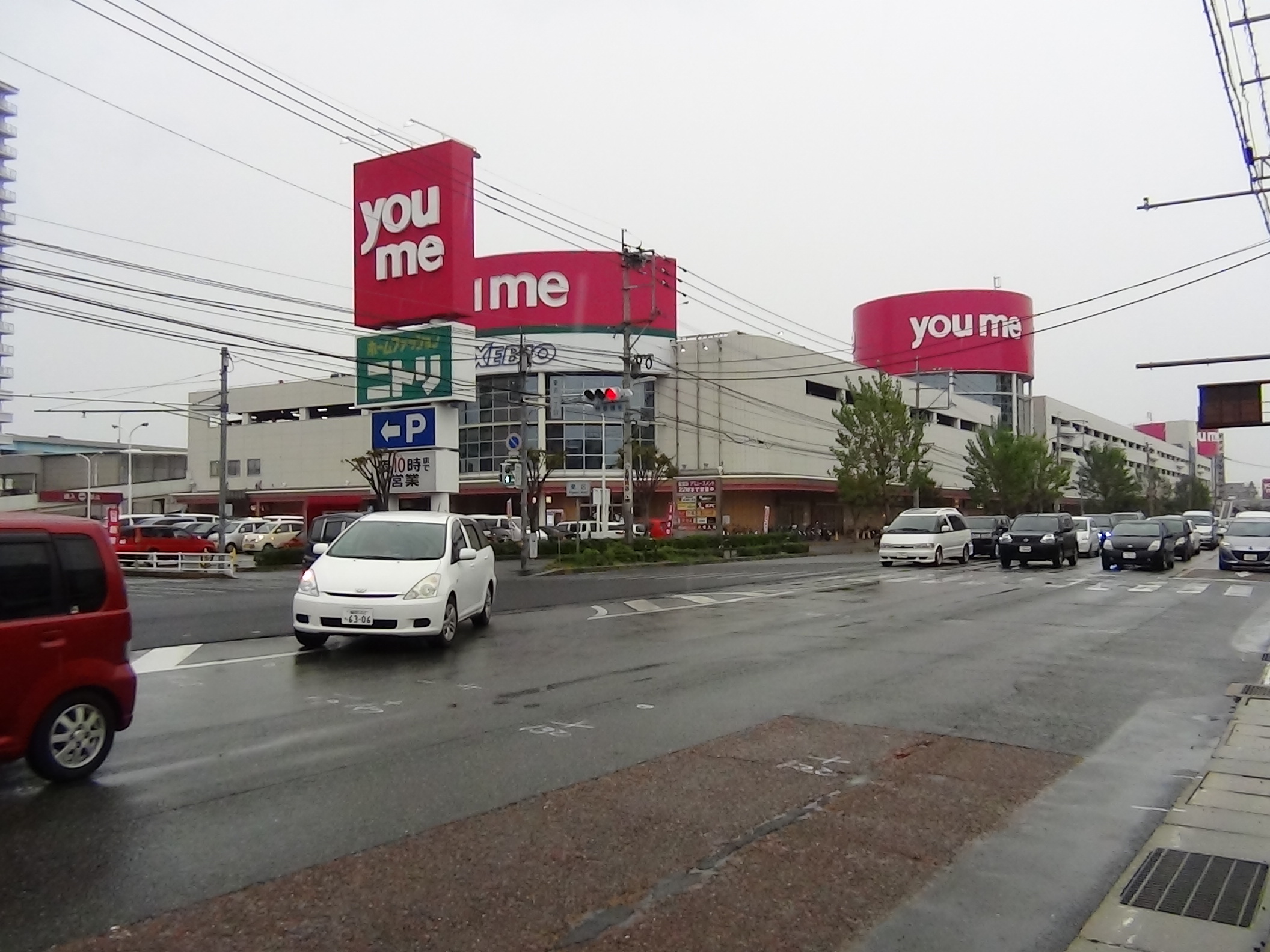
別角度から見たゆめタウン博多

ゆめタウン博多（ゆめタウンはかた）は、福岡市東区東浜にあるイズミのショッピングセンター。

## 概要
2000年（平成12年）6月19日、日本貨物鉄道（JR貨物）博多臨港線の博多港駅跡地に開店した。鉄骨造り4階建て。建物の建設と所有はJR貨物が行ない、イズミがこれを賃貸している。テナント募集もイズミが担当している。当初の開業目標は1998年（平成10年）10月1日だった。
国道3号沿線にあり、博多区との区境付近に立地する。国道3号をはさんで反対側は九州大学馬出地区（九州大学病院）となっており、周辺はロードサイド店舗が並んでいる地域である。約140の専門店が出店している。
ゆめタウン博多の開店後に、周辺地域ではイオングループが大型ショッピングモールを開店している。香椎地域では2003年（平成15年）11月29日にイオン香椎浜ショッピングセンター（現：イオンモール香椎浜）が、糟屋郡粕屋町では2004年（平成16年）6月4日にダイヤモンドシティ・ルクル（現：イオンモール福岡）が開店した。そこで、ゆめタウン博多も2007年（平成19年）4月に新館を開業し、商業施設面積を39,200 m2から48,500 m2に増床した。増床部分には大型テナントとして1階にユニクロ、2階に紀伊國屋書店（天神コアから移転）が出店した。このほか、イズミ子会社が運営するインポートショップX-SELLが移転増床した。また、2階の南側にスーパースポーツゼビオが入居している。

## 交通アクセス
西鉄バス
- ■■ 4（枝番含む）、■ 15、■■ 20、■■ 21、■■ 22（枝番含む）、■■ 23（枝番含む）、■ 26、■■ 27、■■ 79
  - 「馬出三丁目」下車
- ■ 15
  - 「ゆめタウン博多」下車

「馬出三丁目」バス停付近には歩道橋があり、ゆめタウンの2階と直接接続している。「ゆめタウン博多」バス停は店舗北側の平面駐車場敷地内に位置している。
福岡市地下鉄利用の場合、箱崎線の馬出九大病院前駅が最寄りとなるが九州大学医学部の反対側に位置しゆめタウンまでの道が複雑であり特に案内はされていない。
JR九州利用の場合、鹿児島本線・篠栗線の吉塚駅が最寄りとなるが、地下鉄馬出九大病院前駅よりさらに東に位置し、徒歩でかなりの時間がかかるため特に案内はされていない。